# Bradlo
Bradlo är en kulle i Tjeckien.   Den ligger i regionen Olomouc, i den östra delen av landet, 190 km öster om huvudstaden Prag. Toppen på Bradlo är 599 meter över havet, eller 226 meter över den omgivande terrängen. Bredden vid basen är 4,4 km.
Terrängen runt Bradlo är kuperad norrut, men söderut är den platt.Runt Bradlo är det ganska tätbefolkat, med 80 invånare per kvadratkilometer. Närmaste större samhälle är Šumperk, 13,7 km norr om Bradlo. Trakten runt Bradlo består till största delen av jordbruksmark.